# Mille Petrozza
Miland "Mille" Petrozza (18 de dezembro de 1967) é um guitarrista e vocalista alemão (de ascendência italiana), que começou a tocar ainda no colégio, numa banda chamada Tyrant. Ele posteriormente fundou a banda Tormentor em 1982, mas pouco tempo depois a renomeou para Kreator. É o líder, principal compositor e membro original do grupo.
Em 1994, Petrozza tocou guitarra no supergrupo Voodoocult, junto a artistas como Dave Lombardo, da banda Slayer e Chuck Schuldiner , da banda Death.

## Discografia

### comKreator
- Endless Pain (1985)
- Pleasure to Kill (1986)
- Terrible Certainty (1987)
- Extreme Aggression (1989)
- Coma of Souls (1990)
- Renewal (1992)
- Cause for Conflict (1995)
- Outcast (1997)
- Endorama (1999)
- Violent Revolution (2001)
- Enemy of God (2005)
- Hordes of Chaos (2009)
- Phantom Antichrist (2012)
- Gods of Violence (2017)

### comVoodoocult
- Jesus Killing Machine (1994)

### com Lacrimosa
- Revolution (2012)

### Participações
- Avantasia - Moonglow - "Book of Shallows" (2019)